# Man Ray
Man Ray, nascido Emanuel Radnitzky (Filadélfia, 27 de agosto de 1890 - Paris, 18 de novembro de 1976), foi um pintor, fotógrafo e cineasta norte-americano, importante figura do dadaísmo em Nova York e, depois, do surrealismo em Paris.

## Vida
Emmanuel nasceu na Filadélfia em uma família de imigrantes russos de ascendência judaica, Melach "Max" Radnitzky e Manya "Minnie" Radnitsky (nascida Lourie ou Luria). Ele cresceu em Nova York, onde completou seus estudos. Ele termina o ensino médio, mas recusa uma bolsa de arquitetura para estudar arte. Em Nova York trabalhou em 1908 como desenhista e designer gráfico. Em 1912 passou a assinar suas obras com o pseudônimo de "Man Ray", que significa homem raio. Comprou sua primeira câmera em 1914, para fotografar suas obras de arte.

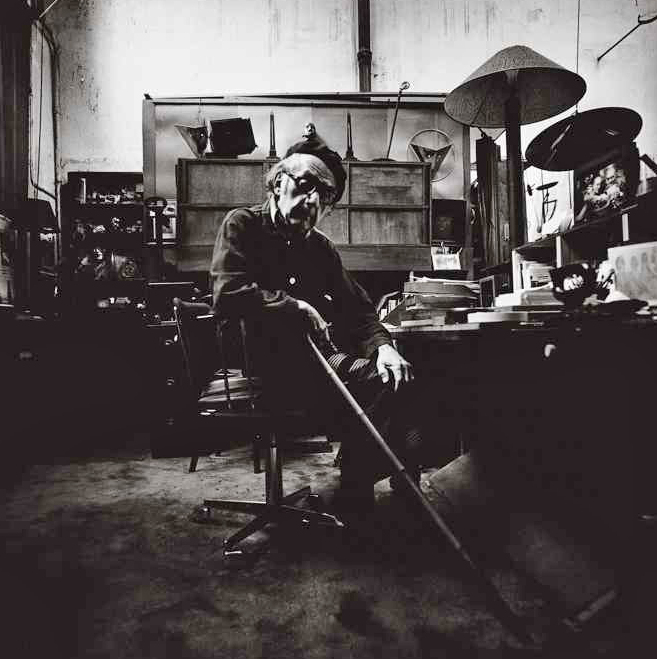
Man Ray fotografado por Lothar Wolleh (Paris, 1975).

Em 1915 o colecionador Walter Conrad Arensberg a apresentou a Marcel Duchamp, de quem se tornaria grande amigo. Os três fundaram a Sociedade de Artistas Independentes. Em 1919 ele pintou seus primeiros aerógrafos, imagens produzidas com um aerógrafo, uma ferramenta de retoque comumente usada por um designer gráfico. Em Nova York, com Marcel Duchamp, formou a ramificação americana do movimento Dada, que começou na Europa como uma rejeição radical da arte tradicional. Depois de algumas tentativas malsucedidas e especialmente após a publicação de uma única edição de "New York Dada" em 1921, Man Ray afirmou que "Dada não pode viver em Nova York".
Em 1921, Duchamp voltou a Paris. Man Ray, que já havia desistido de se mudar para a França por causa da grande guerra, o segue. Em Paris, Duchamp o apresentou aos artistas mais influentes da França, incluindo André Breton e Philippe Soupault. Soupault acolheu na sua livraria (Librairie Six) a primeira exposição de Man Ray, onde foi exposta a famosa obra Cadeau, um ferro ao qual foram colados pregos, exemplo típico da sua justaposição sintagmática de objectos sem ligação lógica, mas apenas «mental», paradoxal, controversa; neste caso descontextualizando a sua normal utilização «codificada», ao ponto de encontrar uma relação alusiva muito próxima ao «negativo». O sucesso parisiense de Man Ray se deve à sua habilidade como fotógrafo, especialmente como retratista. Artistas famosos da época, como James Joyce, Gertrude Stein, Jean Cocteau e muitos outros posaram diante de sua câmera.
Em 1922, Man Ray produziu seus primeiros quadros, que ele chamou de rayografias (rayografias), ou imagens fotográficas obtidas colocando objetos diretamente em papel sensível.

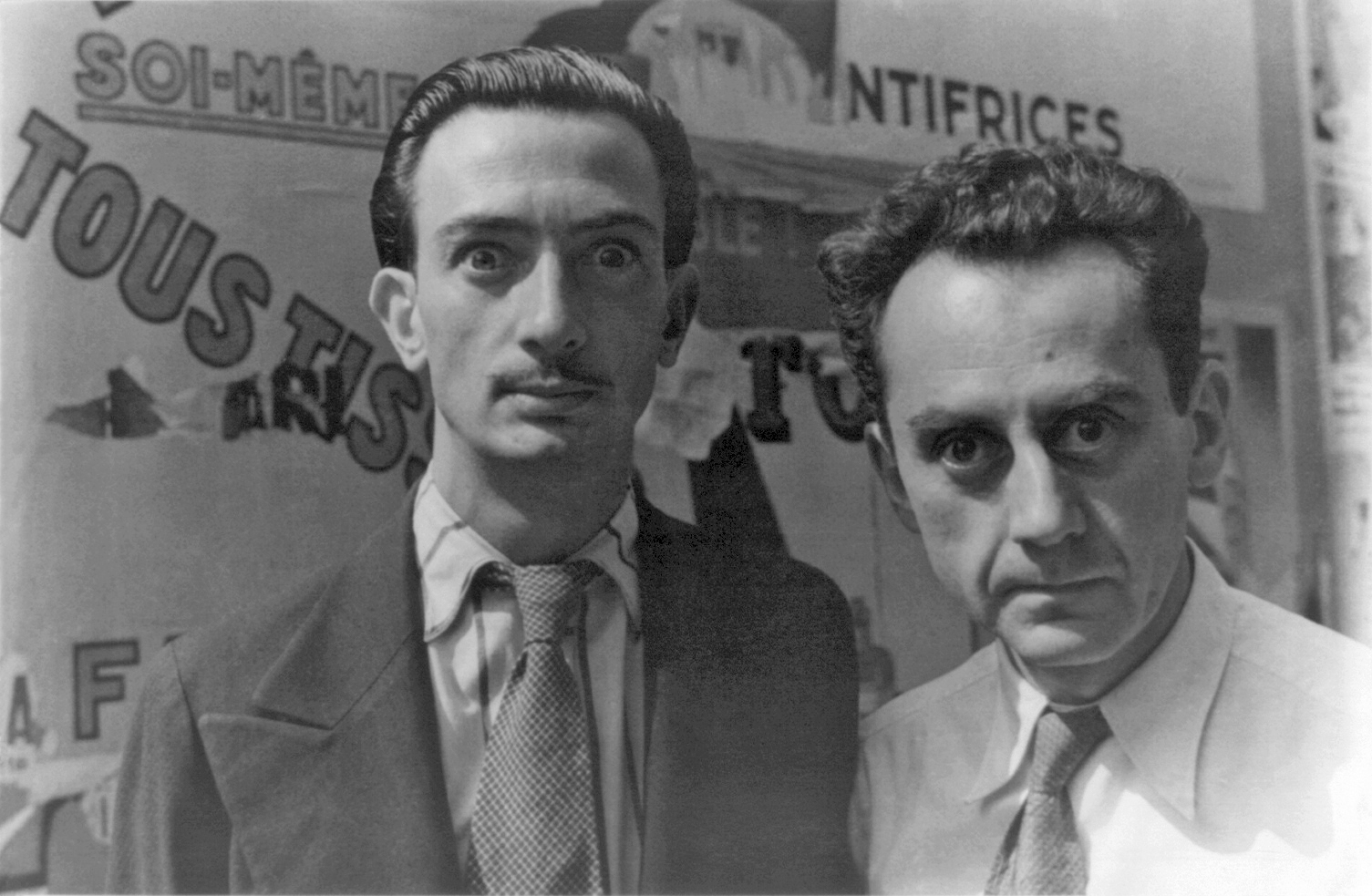
Salvador Dalí e Man Ray em Paris, 16 de junho de 1934

Man Ray descobriu as radiografias por acaso em 1921.  Enquanto revelava algumas fotografias na câmara escura, uma folha de papel em branco acabou acidentalmente entre as outras e como nada continuava a aparecer nela, ele colocou, um tanto irritado, uma série de vidrarias no papel ainda ensopado e acendeu a luz. O artista obteve assim imagens deformadas, quase em relevo sobre o fundo preto. Através de suas radiografias, termo construído em seu sobrenome, mas que ao mesmo tempo evoca o desenho luminoso, ele pôde sondar e exaltar a natureza paradoxal e perturbadora da vida cotidiana.
O surrealismo nasceu oficialmente em 1924, Man Ray foi o primeiro fotógrafo surrealista. A produção de seus trabalhos de pesquisa acompanha a publicação de suas fotografias de moda na Vogue. Ele se apaixona pela famosa cantora francesa Alice Prin, frequentemente chamada de Kiki de Montparnasse, que mais tarde se tornou sua modelo fotográfica favorita. Juntamente com Jean Arp, Max Ernst, André Masson, Joan Miró e Pablo Picasso, foi representado na primeira exposição surrealista na galeria Pierre em Paris em 1925.
Em 1934, a célebre artista surrealista Meret Oppenheim, conhecida por sua xícara de chá coberta de pele, posou para Man Ray no que se tornou uma conhecida série de fotos dela nua em uma gráfica. Existem também inúmeras fotografias da pintora surrealista Bridget Bate Tichenor, de cujo pai Ray era um grande amigo. Juntamente com a fotógrafa surrealista Lee Miller que foi sua amante e assistente fotográfica. Na época, utilizava sistematicamente a técnica fotográfica de solarização, inventada por sua assistente Lee Miller.
A eclosão da Segunda Guerra Mundial força Man Ray, que é de origem judaica, a retornar aos Estados Unidos. Em 1940 chega a Nova York, mas logo depois se muda para Los Angeles. Nesse período lecionou fotografia e pintura em uma faculdade, expôs suas fotografias em diversas exposições, inclusive na galeria Julien Levy em Nova York. Após a Segunda Guerra Mundial, Man Ray regressa a Paris, onde viverá até ao dia da sua morte, continuando a pintar e a tirar fotografias. Em 1975 expôs suas fotografias na Bienal de Veneza.
Nos últimos anos de sua vida, Man Ray voltou frequentemente aos Estados Unidos, onde morou em Los Angeles por alguns anos. No entanto, ele considera Montparnasse como sua casa e sempre volta para lá, e é lá que ele morre em 18 de novembro de 1976. Está enterrado no cemitério de Montparnasse. Seu epitáfio diz: "Indiferente, mas não indiferente". Em 26 de março de 2019, o túmulo foi devastado por um vândalo, provavelmente no auge do álcool.

## Publicações selecionadas
- Man Ray e Tristan Tzara (1922). Champs délicieux: album de photographies. Paris: [Société générale d'imprimerie et d'édition].
- Man Ray (1926). Revolving doors, 1916–1917: 10 planches. Paris: Ed. Surrealistes.
- Man Ray (1934). Man Ray: photographs, 1920–1934, Paris. Hartford, Connecticut: James Thrall Soby.
- Man Ray e Paul Éluard (1935). Facile. Paris: Ed. G.L.M.
- Man Ray e André Breton (1937). La photographie n'est pas l'art. Paris: Ed. G.L.M.
- Man Ray e Paul Éluard (1937). Les mains libres: dessins. Paris: Ed. Jeanne Bucher.
- Man Ray (1948). Alphabet for adults. Beverly Hills, Califórnia: Copley Galleries.
- Man Ray (1963). Self portrait. Londres: Andre Deutsch.
- Man Ray e L. Fritz Gruber (1963). Portraits. Gütersloh, Alemanha: Sigbert Mohn Verlag.